# Январь 2018 года

Список событий января 2018 года.

## События
- 1 января
  - В России запретили алкоэнергетики[1].
  - Резервный фонд Российской Федерации присоединён к фонду национального благосостояния[2].
  - Кувейт, Кот-д’Ивуар, Экваториальная Гвинея, Перу, Польша и Нидерланды заняли пост непостоянных членов Совета Безопасности ООН, Казахстан впервые стал председателем Совета[3].
  - В Калифорнии легализовали употребление марихуаны. Лицам старше 21 года позволяется хранить до одной унции (28 гр) каннабиса и выращивать у себя дома до шести растений конопли[4].
- 2 января
  - Конституционный суд Молдавии временно отстранил от власти президента Игоря Додона после его отказа подписать указ о назначении нескольких членов правительства. Исполнять обязанности президента будет спикер парламента Андриан Канду[5].
  - В Тбилиси прошёл митинг грузинских иранцев, которые требовали отставку президента Ирана Хасана Рухани[6].
  - Обнародована информация о масштабной уязвимости Spectre для процессоров Intel, AMD и ARM, под риском атаки оказались устройства под управлением операционных систем Windows, Linux и 64-битной macOS[7].
- 3 января
  - НАТО впервые за свою историю утвердила свой официальный гимн, который не содержит слов и состоит из композиции 20 музыкальных инструментов[8][9].
- 4 января
  - США заявили, что приостанавливают финансовую помощь Пакистану по вопросам безопасности. Причиной стало бездействие Исламабада в борьбе с терроризмом[10][11].
- 5 января
  - В Туркменистане началось изъятие водительских прав у женщин, находящихся за рулём, в соответствии с принятым в декабре 2017 года законом о запрете вождения автомобиля женщинами[12].
- 6 января
  - У берегов Ливии судно с мигрантами потерпело крушение. Из 150 пассажиров погибли около 64 человек[13].
  - На авиабазу Хмеймим совершена попытка атаки с помощью беспилотников[14].
- 7 января
  - В Лос-Анджелесе названы лучшие фильмы и сериалы 2017 года по версии премии «Золотой глобус», лучшим фильмом-драмой стала картина «Три билборда на границе Эббинга, Миссури» Мартина Макдонаха, лучшим фильмом-комедией была признана «Леди Бёрд» Греты Гервиг[15].
  - В Стокгольме около станции метро Ворбю произошёл взрыв. Причиной взрыва стал неизвестный предмет, который поднял пожилой мужчина с тротуара. Мужчина сразу был госпитализирован, но скончался в больнице. Пострадала также его спутница[16].
  - Махмуд Ахмадинежад, бывший президент Ирана был задержан во время визита в Шираз[17][18].
  - В северо-восточном штате Индии Манипуре произошло землетрясение магнитудой 5,5[19].
- 9 января
  - В Афинах протестующие против закона об ограничении количества забастовок профсоюзов штурмовали министерство труда Греции и около 50 из 500 активистов встретились с министром, которая отказалась отозвать законопроект[20].
- 10 января
  - В провинции Керманшах (Иран) произошло землетрясение магнитудой 4,7[21].
  - На Шри-Ланке отменили закон о запрете продажи алкоголя женщинам, действовавший с 1955 года[22].
  - Основатель WikiLeaks Джулиан Ассанж стал гражданином Эквадора[23][24].
  - Власти Эфиопии запретили иностранцам усыновлять эфиопских детей[25].
- 11 января
  - Премьер-министр Косова Рамуш Харадинай получил гражданство Албании[26].
  - Болгария начала своё 6-месячное председательство в Совете ЕС, которое продлится до 30 июня[27].
- 12 января
  - Первый тур двухдневных президентских выборов в Чехии[28].
  - В 110 км от Душанбе (Таджикистан) произошло землетрясение магнитудой 5[29].
- 13 января
  - В результате случайного нажатия на кнопку всем жителям Гавайских островов были разосланы сообщения о приближающейся баллистической ракете[30].
  - В Иране сняли запрет на Telegram.[31]
- 14 января
  - У южного побережья Перу произошло землетрясение магнитудой 7,3[32].
  - В Норвегии представители консерваторов, правопопулистов и либералов сформировали правительство меньшинства. С 84 мандатами до большинства им не хватило 1 голоса[33].
- 15 января
  - Второй за полгода премьер-министр Румынии подал в отставку[34].
  - Рамзан Кадыров получил запрет на въезд в Литву.[35]
  - В Грузии застрелили бывшего командующего Национальной гвардией и экс-депутата, Самсона Кутателадзе.[36]
  - Двое подростков напали на учительницу и учеников 4 класса с ножами в пермской школе № 127. В результате пострадали 15 человек[37].
  - Вторая по размеру в Великобритании строительная компания, крупный государственный подрядчик Carillion Plc, объявила о начале своей ликвидации[38].
- 16 января
  - Саудовская Аравия отпраздновала снятие 35-летнего запрета на кинотеатры анимационным «Эмоджи фильмом»[39].
  - В Косове был убит глава гражданского движения «Свобода, демократия, справедливость» Оливера Ивановича, с февраля 2017 года находившийся под домашним арестом[40].
- 17 января
  - В США, Огайо заместитель прокурора застрелил 16-летнего подростка в зале суда, где возник конфликт между зампрокурором, обвиняемым подростком и членами его семьи[41].
- 18 января
  - В Европе из-за урагана «Фредерике» погибло 10 человек, в том числе шестеро в Германии и двое в Нидерландах, имеются десятки раненых[42].
  - На одном из пляжей восточного побережья Австралии впервые беспилотник был использован для спасения людей на водах[43].
  - Верховная рада Украины приняла так называемый закон о реинтеграции Донбасса, идущий вразрез с минскими соглашениями[44].
  - В Иргизском районе Актюбинской области Казахстана в результате возгорания автобуса, следовавшего из Шымкента в Казань, погибли 52 гражданина Узбекистана[45].
- 19 января
  - В Бурятии было совершено нападение на школу № 5 в микрорайоне Сосновый Бор в Улан-Удэ, в результате пострадали семь человек[46].
- 20 января
  - Украинское посольство в Афинах забросали коктейлями Молотова[47]
  - Федеральные ведомства США прекращают работу по причине отсутствия финансирования, так как Конгресс США ещё не принял федеральный бюджет страны[48].
  - Вооружённые силы Турции нанесли авиаудары по курдским военизированным формированиям на севере Сирии. Реджеп Тайип Эрдоган объявил о старте «антитеррористической операции» в Африне[49].
  - В Нью-Йорке в связи с прекращением финансирования, для посетителей временно закрыли Статую Свободы и остров Эллис[50].
  - В Кабуле в одном из отелей произошёл теракт, в результате чего погибли 18 человек, из них 14 — иностранные граждане[51].
- 21 января
  - В Калифорнии, к северо-востоку от Лос-Анджелеса разбился военный вертолёт, погибли два члена экипажа[52].
  - Подразделение американской космической компании Rocket Lab осуществило запуск ракеты сверхлёгкого класса «Электрон» со стартовой площадки в Новой Зеландии, которая доставила на орбиту три спутника для коммерческих заказчиков[53].
  - В Индии погибли 17 человек в результате пожара на складе фейерверков[54].
- 22 января
  - Сенат США согласился на продление финансирования правительства до 8 февраля[55].
  - В Париже река Сена вышла из берегов, в связи с чем была объявлена тревога[56].
  - В ЕС расширили персональные санкции против Северной Кореи и Венесуэлы[57].
- 23 января
  - ПАСЕ приняла резолюцию по Донбассу, в котором призывают Россию прекратить финансовую и военную поддержку вооружённых формирований в Донбассе[58].
  - На Филиппинах произошло извержение вулкана Майон; фонтаны его лавы достигали 700 м высоты[59].
  - В Бенгази, в Ливии произошёл двойной теракт; с интервалом в 30 минут взорвались два заминированных автомобиля, в результате чего число погибших достигло 33, а раненых — более 70[60].
- 24 января
  - В связи с продлением Северной Кореей ядерной программы, США ввели санкции против КНДР[61].
  - Президент Венесуэлы Мадуро выдвинул свою кандидатуру на второй срок[62].
- 25 января
  - Суд Европейского Союза запретил проводить психологические тесты, направленные на выявление сексуальной ориентации беженцев, так как это противоречит праву на неприкосновенность частной жизни[63].
- 26 января
  - С токийского сервиса обмена криптовалют Coincheck неизвестные киберпреступники похитили валюты NEM на полмиллиарда долларов[64].
  - В Польше принят законопроект о запрете «бандеровской идеологии»[65].
  - Пожар[англ.] в больнице южнокорейского города Мирян унёс жизни 41 человека[66].
- 27 января
  - Основатель и исполнительный директор Wynn Resorts, миллиардер и инвестор Стив Уинн покинул Национальный комитет Республиканской партии из-за об обвинений в домогательствах[67].
- 28 января
  - На президентских выборах в Финляндии действующий президент Саули Ниинистё переизбран на второй срок[68].
  - В более чем 100 городах России сторонники оппозиционера Алексея Навального провели акции протеста в поддержку так называемой «забастовки избирателей»; причиной стал недопуск Навального к регистрации кандидатом на президентских выборах из-за непогашённой уголовной судимости[69][70].
  - В 11 штатах США из-за эпидемии гриппа школы закрыли на карантин[71].
  - Премьер-министр Йемена Ахмед бен Дагр заявил о попытке переворота сепаратистов в Адене, перерастающей в полномасштабное военное противостояние[72].
- 29 января
  - Заместитель главы ФБР США Эндрю Маккейб вынужденно ушёл в отставку[73].
  - Премьер-министром Румынии, впервые за историю страны, стала женщина — Виорика Денчиле[74].
  - Комитет Европейского парламента проголосовал за санкции против Польши[75].
- 30 января
  - Министерство финансов США представило «кремлёвский список», в нём 114 российских чиновников и парламентариев, а также 96 «олигархов», против которых могут быть введены новые санкции[76].
  - Северокорейский Институт по изучению международных вопросов опубликовал доклад о нарушении прав человека в США в прошлом году, после введения санкций Вашингтоном в отношении ряда организаций и физических лиц КНДР, обоснованных нарушением прав человека и цензурой в Северной Корее[77].
  - Дональд Трамп отменил указ о закрытии тюрьмы в Гуантанамо на Кубе[78].
- 31 января
  - Германия дала разрешение на строительство газопровода «Северный поток — 2» в своих территориальных водах[79].
  - Вышел доклад профильных центров Sandbag и Agora Energiewende, показывающий, что количество электроэнергии, получаемой из возобновляемых источников, в Евросоюзе в 2017 году оказалось больше, чем количество электроэнергии, получаемой от «угольных» электростанций[80].
  - Польский Сенат принял поправки к закону об Институте национальной памяти Польши, которые предусматривают наказания за использование выражения «польские лагеря смерти» и любое не подтверждаемое фактами упоминание участие поляков в Холокосте, совершенного Третьим рейхом[81][82].